# Június 24.
Június 24. az év 175. (szökőévben 176.) napja a Gergely-naptár szerint. Az évből még 190 nap van hátra.
Névnapok: Iván + Bajnok, Beáta, Héra, János, Levéd, Levedi, Levente, Perenna

## Események
- 1148 – Akkóban a II. Keresztes hadjárat vezérei, a lovagrendek nagymesterei és a kis-ázsiai keresztes államok uralkodóinak részvételével sor került a középkor egyik legnagyobb csúcstalálkozójára.
- 1389 – I. Mária szicíliai királynő férjhez megy Ifjú Márton aragóniai infánshoz, aki 1392-től I. Márton néven társuralkodó lesz (1401-től egyeduralkodóként, 1409-ig uralkodik).
- 1536 – Országgyűlés Marosvásárhelyen.
- 1812 – Bonaparte Napóleon serege átlépi az Orosz Birodalom határát
- 1859 – A solferinói ütközetben az osztrákok vereséget szenvednek a francia-piemonti haderőtől.[1]
- 1880 – Először adják elő egy Keresztelő Szent János-napi banketten Québecben a Saint-Jean-Baptiste Society (Keresztelő Szent János Társaság) részére komponált hazafias dalként a későbbi Kanadai himnuszt.
- 1883 – Trefort Ágoston vallás- és közoktatásügyi miniszter felavatja a budapesti Technológiai Iparmúzeumot, amelynek szakkönyvtárából lett később az Országos Műszaki Információs Központ és Könyvtár (OMIKK).
- 1919 – Katonai zendülés Budapesten a Tanácsköztársaság ellen.
- 1935 – Jugoszláviában az uralmi külsőségeiben Mussolinihez igazodó Milan Stojadinović alakít kormányt.
- 1941 – Spanyolországban döntést hoznak az önkéntes Kék Hadosztály felállításáról a Szovjetunió elleni kvázi háborúra
- 1952 – A Német Szövetségi Köztársaságban utcára kerül a Bild nevű konzervatív bulvárlap.
- 1974 – Földkörüli pályára áll az első szovjet katonai űrállomás, a Szaljut–3.
- 1977 – Karakas Lászlót Trethon Ferenc váltja fel a munkaügyi miniszteri székben.
- 1986 – Megkezdi sugárzását a Danubius Rádió, Magyarország első kereskedelmi rádióadója.[forrás?]
- 2007 – Halálra ítélik Vegyi Alit – Szaddám Huszein unokatestvérét – aki az irak–iráni háború idején elrendelte az Anfal-hadműveletet.
- 2016 – David Cameron brit miniszterelnök – az EU-tagságról rendezett népszavazás másnapján – bejelenti, hogy távozik hivatalából, miután a választók többsége a kilépésre voksolt.[2]

## Sportesemények
Formula–1
- 1984 –  amerikai nagydíj - Kelet, Detroit - Győztes: Nelson Piquet (Brabham BMW Turbo)
- 1990 –  mexikói nagydíj, Mexikóváros - Győztes: Alain Prost (Ferrari)
- 2001 –  európai nagydíj, Nürburgring - Győztes: Michael Schumacher (Ferrari)
- 2012 –  európai nagydíj, Valencia - Győztes: Fernando Alonso (Ferrari)
- 2018 –  francia nagydíj, Circuit Paul Ricard - Győztes: Lewis Hamilton (Mercedes)

## Egyéb események
- 2002 – Megdőlt a budapesti hőmérsékleti rekord, 35,2 fokot mértek Újpesten.
- 2002 – Megdőlt az országos hőmérsékleti rekord, Békéscsabán 38,4 °C-ot mértek.
- 2016 – Megdőlt a budapesti hőmérsékleti rekord, a II. kerületben 35,7 °C-ot mértek.[3]

## Születések
- 1310 – II. Margit hainaut-i grófnő, IV. Lajos német-római császár felesége († 1356)
- 1386 – Kapisztrán Szent János itáliai teológus, hitszónok, inkvizítor, a nándorfehérvári diadal hőse, Magyarország és a tábori lelkészek védőszentje († 1456)
- 1519 – Béza Tódor svájci teológus, Kálvin János hivataltársa és utóda a genfi református egyházban († 1605)
- 1531 – Zsámboky János magyar történetíró († 1584)
- 1695 – Martin van Meytens 18. századi, flamand származású svéd portréfestő († 1770)
- 1809 – Xavier Marmier francia író († 1892)
- 1842 – Ambrose Gwinett Bierce, amerikai író, költő, újságíró († 1914)
- 1852 – Victor Adler osztrák szociáldemokrata politikus, újságíró, az Arbeiter-Zeitung alapító főszerkesztője († 1918)
- 1875 – Berty László olimpiai bajnok vívó († 1952)
- 1881 – Vértesy Dezső klasszika-filológus, műfordító, tanár († 1917)
- 1882 – Nagy István magyar földbirtokos, zalai helyi politikus, országgyűlési képviselő († 1951)
- 1890 – Baktay Ervin magyar festőművész,  művészettörténész, asztrológus, író, fordító, Ázsia-utazó, orientalista († 1963)
- 1890 – Holota János csehszlovákiai magyar ügyvéd, politikus († 1958)
- 1899 – Pichler János magyar vízmérnök, szakíró († 1984)
- 1901 – Harry Partch az egyik legérdekesebb 20. századi avantgárd zeneszerző és hangszertervező († 1974)
- 1903 – Bene József magyar grafikus, könyvművész és festő († 1986)
- 1906 – Manga János magyar folklorista, néprajzkutató († 1977)
- 1911 – Orsós Ottó magyar biológus († 1939)
- 1911 – Juan Manuel Fangio argentin autóversenyző, a Formula–1 ötszörös világbajnoka († 1995)
- 1912 – Petrányi Gyula orvos, belgyógyász, immunológus, az MTA tagja († 2000)
- 1915 – Sir Fred Hoyle angol csillagász és sci-fi író († 2001)
- 1916 – Lidia Wysocka lengyel színházi és filmszínésznő († 2006)
- 1921 – Perédy László magyar színész a Győri Nemzeti Színház örökös tagja († 2019)
- 1927 – Martin Lewis Perl Nobel-díjas amerikai fizikus († 2014)
- 1930 – Bernáth László magyar újságíró, filmkritikus († 2016)
- 1930 – Claude Chabrol francia filmrendező, producer († 2010)
- 1931 – Bárány Árpád olimpiai bajnok magyar vívó
- 1931 – Krasznai Paula színésznő, a Kolozsvári Állami Magyar Színház örökös tagja († 2025)[4]
- 1932 – Korondi Margit kétszeres olimpiai bajnok magyar tornász († 2022)
- 1932 – Vámos Magda Eötvös-díjas divattervező, a Magyar Divat Szövetség elnöke
- 1934 – Tom Bridger brit autóversenyző († 1991)
- 1939 – Makkai Mihály magyar származású kanadai matematikus
- 1940 – Vittorio Storaro olasz operatőr
- 1942 – Fülöp Sándor többszörös világbajnok fogathajtó, díjugrató
- 1945 – George Pataki magyar származású amerikai ügyvéd és politikus
- 1947 – Helena Vondráčková cseh énekesnő, színésznő
- 1948 – Patrick Moraz zenész, progresszív rock billentyűs, a Yes és a Moody Blues együttesek tagja
- 1949 – Brigitte Mohnhaupt  német terrorista
- 1950 – Fehér Ildikó magyar színésznő
- 1950 – Tolcsvay László Kossuth-díjas magyar zeneszerző, előadóművész
- 1950 – Nancy Allen amerikai színésznő („Robocop” sorozat)
- 1950 – Wilfried osztrák énekes, színész († 2017)
- 1951 – Halasi Imre Jászai Mari-díjas magyar rendező, színházigazgató, érdemes művész.
- 1953 – Révész Sándor magyar énekes
- 1960 – Regős Anna Ferenczy Noémi-díjas magyar textiltervező iparművész
- 1961 – Iain Glen skót színész
- 1966 – Mészáros Erika magyar olimpiai bajnok kajakos
- 1967 – Richard Z. Kruspe német zenész, a Rammstein egyik alapítója és szólógitárosa
- 1968 – Anna Ciocchetti spanyol születésű mexikói színésznő, énekesnő
- 1971 – Christopher Showerman kanadai-amerikai színész
- 1973 – Jere Lehtinen finn jégkorongozó
- 1977 – Anthony Ashley-Cooper, Shaftesbury tizenegyedik earlje († 2005)
- 1978 – Emppu Vuorinen finn zenész
- 1978 – Nakamura Sunszuke, japán labdarúgó
- 1979 – Somorjai Tibor magyar színész, casting director és producer
- 1980 – Cicinho brazil válogatott labdarúgó
- 1980 – Kiss Orsolya, magyar műsorvezető
- 1982 – Szakál-Szűcs Kata magyar színésznő
- 1983 – Juan Luis Barrios mexikói sprinter
- 1984 – Baranyai János magyar súlyemelő és cselgáncsozó
- 1986 – Kormos László magyar labdarúgó, jelenleg a Kecskeméti TE játékosa, csatár
- 1987 – Lionel Messi argentin válogatott labdarúgó
- 1987 – Nicholas Robinson-Baker angol műugró
- 1987 – Scott Robertson ausztrál műugró
- 1988 – Faldum Gábor magyar triatlonversenyző
- 1990 – Richard Sukuta-Pasu német labdarúgó
- 1992 – Vámos Márton olimpiai bronzérmes és világbajnok magyar vízilabdázó
- 1993 – Justin Mengolo kameruni válogatott labdarúgó
- 1997 – Kuttner Bálint magyar színész

## Halálozások
- 0079 – Vespasianus római császár (* 9)
- 1439 – IV. Frigyes osztrák herceg, tiroli gróf  (* 1382)
- 1519 – Lucrezia Borgia, VI. Sándor pápa (Rodrigo Borgia) leánya (* 1480)
- 1852 – Bozzai Pál magyar költő (* 1829)
- 1897 – Brassai Sámuel akadémikus, unitárius tudós, a kolozsvári egyetem professzora, nyelvész, matematikus, botanikus, irodalmár, zenetudós, fordító, nyelvész, filozófus, természettudós, az „utolsó erdélyi polihisztor”, az MTA tagja (* 1797)
- 1908 – Grover Cleveland, az Amerikai Egyesült Államok 22. és 24. elnöke, hivatalban 1885–1889 és 1893–1897 között (* 1837)
- 1940 – Kerpely Kálmán agrármérnök, agrokémikus, növénynemesítő, az MTA tagja (* 1864)
- 1944 – Basch Andor magyar festőművész (* 1885)
- 1957 – Mátrai József magyar színész, rendező, az Állami Faluszínház (Állami Déryné Színház) alapító színházigazgatója (* 1913)
- 1971 – Kuthy Sándor agrokémikus, biokémikus, az MTA tagja (* 1904)
- 1976 – Sztojanovits Adrienne hangverseny-énekesnő, énektanár, karvezető, Sztojanovits Jenő zeneszerző leánya (* 1890)
- 1979 – Örkény István Kossuth-díjas magyar író, drámaíró (* 1912)
- 1985 – Forgó László Kossuth-díjas magyar gépészmérnök, feltaláló, az MTA tagja (* 1907)
- 1986 – Jesse Marcel, az Az Amerikai Egyesült Államok Légierejének őrnagya, a roswelli eset egyik szemtanúja (* 1907)
- 1987 – Homm Pál magyar színész, érdemes művész (* 1907)
- 1988 – Kesjár Csaba magyar autóversenyző  (* 1962)
- 2001 – Kiss Dezső fizikus, az MTA tagja, a részecske- és magfizikai kutatások kiemelkedő alakja (* 1929)
- 2012 – Miki Roqué spanyol labdarúgó (* 1988)
- 2022 – Féderer Ágnes újságíró (* 1964)
- 2024 – Cselényi László tv-rendező, szerkesztő, egyetemi tanár (* 1951)

## Nemzeti ünnepek, emléknapok, világnapok
- Szentivánéj – Szent Iván (Keresztelő Szent János) napjának előestéje, a június 23-áról 24-re virradó éjszaka, évszázadok óta a nyári napforduló ünnepe, még a kereszténység előtti időkből származik.

Több országban hivatalos ünnepnap:
Lettországban ünnepnapnak számít (Jani).
Finnországban június harmadik pénteke: nem hivatalos ünnep. (Juhannusaatto) Június harmadik szombatja ünnepnap (Juhannuspäivä).
Svédországban június 19. és 25. közötti péntek: Szent Iván éjszakája. Június 20. és 26. közötti szombat: Szent Iván napja, a nyári napforduló ünnepe (Midsommardagen, Johandag)
Peruban Keresztelő Szent János ünnepe, valamint a Nap ünnepe: a téli napforduló alkalmából rendezett legnagyobb inka szertartás felelevenítése Cuzcóban.